# PyyKyCyKyTyPff
PyyKyCyKyTyPff – album studyjny polskiego rapera i producenta muzycznego Łukasza L.U.C,-a Rostkowskiego. Wydawnictwo ukazało się 22 października 2010 roku nakładem wytwórni muzycznej EMI Music Poland na podstawie licencji udzielonej przez Rostkowskiego. Wszystkie nagrania zostały zrealizowane bez zastosowania instrumentów muzycznych. Zastąpił je modulowany głos rapera. Gościnnie na płycie wystąpili m.in. Rahim i Vienio znany z występów w formacji Molesta Ewenement. Z kolei oprawę graficzną przygotowali Adam Tunikowski i Michał Misiński.
Płyta zadebiutowała na 28. miejscu listy OLiS w Polsce. W ramach promocji do utworu „Kto jest ostatni?” został zrealizowany teledysk, który wyreżyserował L.U.C,. Gościnnie w kompozycji wystąpił raper Abradab.

## Lista utworów
CD 1
1. "Medytony (Głosowanie)" - 03:05
2. "Intro (Głosowanie)" - 01:25
3. "7 Przebudzenie (L.U.C. Jak Rambo Powraca Z Historycznej Misji)" - 03:59
4. "Tyś Jest Też Instrumentem (Myśl Więc)" (gościnnie: Rahim) – 03:51
5. "L.U.C Jak Dziadek W Kiosku (Całe Życie W Ruchu)" - 04:01
6. "Tyle Było Zmyłek" - 04:24
7. "Loopedoom" - 03:34
8. "Ale Co Tam" - 00:45
9. "Polskie Autostrady (Tak Jak One Ten Numer Wyjdzie Później)" - 00:05
10. "Kto Jest Ostatni?" (gościnnie: Abradab) – 04:38
11. "Polanie Na Polanie" (gościnnie: Vienio) – 03:30
12. "2 Stówy Za Dobę (Zabawy W Ściekach)" - 03:16
13. "Oratorium Rubikochomikorium" (gościnnie: McMotyl) – 03:01
14. "Umiem Internet" - 03:54

CD 2
1. "Po Co TO? (Głosowanie)" (Instrumental) - 04:09
2. "Intro (Głosowanie)" (Instrumental) - 01:15
3. "7 Przebudzenie (L.U.C. Jak Rambo Powraca Z Historycznej Misji)" (Instrumental) - 03:57
4. "Tyś Jest Też Instrumentem (Myśl Więc)" (gościnnie: Rahim) (Instrumental) - 03:51
5. "L.U.C Jak Dziadek W Kiosku (Cale Życie W Ruchu)" (Instrumental) - 04:01
6. "Tyle Było Zmyłek" (Instrumental) - 04:24
7. "Loopedoom" (Instrumental) - 03:34
8. "Ale Co Tam" (Instrumental) - 00:44
9. "Kto Jest Ostatni?" (gościnnie: Abradab) (Instrumental) - 04:39
10. "Polanie Na Polanie" (gościnnie: Vienio) (Instrumental) - 03:28
11. "2 Stówy Za Dobę Zabawy W Ściekach" (Instrumental) - 02:26
12. "Oratorium Rubikochomikorium" (gościnnie: Mcmotyl) (Instrumental) - 03:01
13. "Umiem Internet" (Instrumental) - 03:53
14. "Medytony (Glosowanie)" (Instrumental) - 03:53